# Faiditus rossi
Faiditus rossi är en spindelart som först beskrevs av Harriet Exline och Levi 1962.  Faiditus rossi ingår i släktet Faiditus och familjen klotspindlar.
Artens utbredningsområde är Colombia. Inga underarter finns listade i Catalogue of Life.